# Divinyls (альбом)
Divinyls (стилизовано как diVINYLS) — четвёртый студийный альбом австралийской группы Divinyls, выпущенный 29 января 1991 года на Virgin Records. Он стал самым успешным для группы, достигнув 5 места в Австралии и 15 места в американском Billboard 200. Также он содержит самый продаваемый сингл группы, «I Touch Myself», который достиг 1 места в Австралии, 4 места в США и 10 места в Великобритании.

## Об альбоме
Это единственный альбом группы, который был записан на Virgin Records, после подписания контракта с Chrysalis Records в Великобритании. Virgin сказали менеджеру Эндрю МакМанусу, что они очень хоят подписать контракт с группой, состоявшей из вокалистки Крисси Ампфлетт и гитариста Марка МакЭнти, поскольку они видели Ампфлетт «следующей Мадонной». Ампфлетт и МакЭнти переехали в парижскую квартиру, где они написали такие песни как «Love School», «Make Out Alright» и «Lay Your Body Down», прежде чем перебраться в Лос-Анджелес, где была написана большая часть альбома в сотрудничестве с поэтами-песенниками Билли Стейнбергом и Томом Келли.
Альбом был записан на студии Джексона Брауна Groove Masters Studio в Санта-Монике, при поддержке басиста Рэнди Джексона, клавишника Tom Petty and the Heartbreakers Бенмонта Тенча и барабанщика Чарли Дрейтона, который позже женился на Ампфлетт в 1999 году.

## Промоушен
Режиссёр Майкл Бэй снял клип на песню «I Touch Myself» в женском монастыре в Пасадене. Клип был номинирован на премию MTV, но был запрещён к показу в их родной стране.

## Отзывы критиков
| Оценки критиков | Оценки критиков |
| Источник        | Оценка          |
| --------------- | --------------- |
| AllMusic        | [ 3 ]           |
| Rolling Stone   | [ 4 ]           |

Джим Фарбер из Rolling Stone похвалил инструментальное сопровождение и цепляющий текст альбома, дающих группе большую твёрдость/самобытность/дух, нежели «мрачность» Temperamental. Рецензент также отметил, что вокал Кристины Ампфлетт — ещё один шаг вперёд для группы, назвав его «наиболее сексуальным голосом женского рока» со времен Крисси Хайнд. Алекс Хендерсон из AllMusic нашёл пластинку «достойной и увлекательной в целом», хваля вдохновленные нью-вейвом треки за их резкость и мелодичность. Он также добавил, что дебютный Desperate — лучшая отправная точка для новых слушателей, хотя Divinyls имеет больше сильных сторон, которые гарантируют внимание [к их музыке].

## Список композиций
| №   | Название                           | Автор(ы)                                       | Длительность |
| --- | ---------------------------------- | ---------------------------------------------- | ------------ |
| 1.  | «Make Out Alright»                 | Кристина Ампфлетт, Марк МакЭнти, Мартин Уотсон | 4:38         |
| 2.  | «I Touch Myself»                   | Ампфлетт, МакЭнти, Том Келли, Билли Стейнберг  | 3:46         |
| 3.  | «Lay Your Body Down»               | Ампфлетт, МакЭнти                              | 4:51         |
| 4.  | «Love School»                      | Ампфлетт, МакЭнти                              | 5:23         |
| 5.  | «Bless My Soul (It's Rock-n-Roll)» | Ампфлетт, МакЭнти                              | 4:00         |
| 6.  | «If Love Was a Gun»                | Ампфлетт, МакЭнти                              | 5:36         |
| 7.  | «Need a Lover»                     | Ампфлетт, МакЭнти                              | 4:50         |
| 8.  | «Follow Through»                   | Ампфлетт, МакЭнти                              | 4:44         |
| 9.  | «Café Interlude»                   |                                                | 0:41         |
| 10. | «Bullet»                           | Ампфлетт, Дэвид Маллой, МакЭнти                | 4:56         |
| 11. | «I'm On Your Side»                 | Келли, Стейнберг                               | 4:16         |

## Участники записи
- Крисси Ампфлетт — вокал
- Марк МакЭнти[англ.] — гитары, бэк-вокал
- Бенмонт Тенч[англ.] — клавишные, фортепиано, орган
- Рэнди Джексон — бас-гитара
- Чарли Дрейтон[англ.] — ударные, перкуссия, губная гармоника
- Брайан МаКЛеод — дарбука, тамбурин
- Скотт Краго — ударные, перкуссия
- Ван Дайк Паркс[англ.] — струнные аранжировки («Love School»)

## Производство
- Продюсеры: Крисси Ампфлетт, Марк МакЭнти и Дэвид Тикл
- Запись: Дэвид Тикл и Роберт Сакледо, кроме «Cafe Interlude» (записано Жаном Лерок)
- Микширование: Роб Джекобс, Роберт Сакледо и Брайан Шеубл
- Мастеринг: Дуг Скас[англ.]
- Треки 1, 3-8 и 10 изданы на EMI Songs Ltd. Трек 2 издан на Billy Steinberg Music/Denise Barry Music/EMI Songs Ltd. Трек 11 издан Билли Стейнбергом на Music/Denise Barry Music.

## Чарты
| Чарт (1991)                      | Высшая позиция |
| -------------------------------- | -------------- |
| Австралия (ARIA)                 | 5              |
| Швеция (Sverigetopplistan)       | 25             |
| Великобритания (UK Albums Chart) | 59             |
| США (Billboard 200)              | 15             |